# وادی بعنقودین
وادی بعنقودین (انگلیسی: Wadi Baanqoudain) یک شهرک در شهرستان جزین و در کشور لبنان است.